# Federação Galesa de Voleibol
A  Federação Galesa de Voleibol  (em inglês:Volleyball Wales VW) é  uma organização fundada em 1989 que governa a pratica de voleibol no País de Gales, sendo membro da Federação Internacional de Voleibol e da Confederação Européia de Voleibol, a entidade é responsável por  organizar  os campeonatos nacionais de  voleibol masculino e feminino no território..